# Yavi (Mouanko)
Pour les articles homonymes, voir Yavi (homonymie).
Yavi est un village de la commune de Mouanko, dans le département de la Sanaga-Maritime et la région du Littoral au Cameroun. Situé face à Mouanko, on y accède par la rive gauche de la Sanaga.

## Population
En 1967, Yavi comptait 132 habitants, principalement Bakoko ou de Yakalak.
Lors du recensement de 2005, 114 personnes ont été dénombrées dans le village.